# Harald Hirschsprung
Harald Hirschsprung (ur. 14 grudnia 1830 w Kopenhadze, zm. 11 kwietnia 1916 w Kopenhadze) – duński lekarz znany z opisania choroby, określanej dziś jako choroba Hirschsprunga. 

## Życiorys
Harald był najstarszym synem Abrahama Marcusa Hirschsprunga (1793-1871), właściciela fabryki tytoniu. Zdał egzamin na studia medyczne w 1848 roku i ukończył je w 1855. Jego zainteresowania dotyczyły rzadkich schorzeń przewodu pokarmowego; praca doktorska Hirschsprunga z 1861 roku traktowała o atrezji przełyku i jelita cienkiego. Został pierwszym duńskim specjalistą pediatrą w 1870 roku, a w 1891 roku został profesorem pediatrii. W 1886 roku na kongresie Towarzystwa Pediatrycznego w Berlinie Hirschsprung wygłosił referat pod tytułem "Stuhlträgheit Neugeborener in Folge von Dilatation und Hypertrophie des Colons". W tej pracy wydanej drukiem w następnym roku Hirschsprung opisał przypadek dwóch chłopców zmarłych z powodu zaparcia towarzyszącego poszerzeniu okrężnicy.